# Rhododendron elegantulum
Rhododendron elegantulum är en ljungväxtart som beskrevs av Tagg och Forrest. Rhododendron elegantulum ingår i släktet rododendron, och familjen ljungväxter. Inga underarter finns listade i Catalogue of Life.